# Club Balonmano Zamora
Maillots
Actualités
Dernière mise à jour : 01 août 2014.
Le Deportivo Balonmano Zamora est un club espagnol de handball situé dans la ville de Zamora dans la communauté autonome de Castille-et-León. Fondé en 2001, le club évolue actuellement en Liga ASOBAL depuis 2014.

## Histoire
Le club a été fondé en 2001 par une bande de jeunes voulant faire revenir le handball dans la ville qui avait hébergé le BM Zamora jadis.
Les débuts du club furent assez difficiles mais peu à peu le club monta en puissance jusqu'à atteindre la Liga ASOBAL en 2014 grâce à une deuxième place derrière le FC Barcelone B en División de Honor Plata.